# الیم (پنسیلوانیا)
الیم (به انگلیسی: Elim) یک منطقهٔ مسکونی در ایالات متحده آمریکا است که در شهرستان کمبریا، پنسیلوانیا واقع شده‌است. الیم ۵٫۲۴ کیلومتر مربع مساحت و ۳٬۷۲۷ نفر جمعیت دارد و ۵۰۲٫۹۳ متر بالاتر از سطح دریا واقع شده‌است.